# Pour le Mérite
Pour le Mérite (fr. „Za Zasługę”) – najwyższy pruski order wojskowy do 1918 roku oraz wysokie odznaczenie cywilne do chwili obecnej.

## Order wojskowy 1740–1918
Order został ustanowiony przez Fryderyka Wielkiego w 1740 roku podczas wojny z Austrią jako najwyższe odznaczenie wojskowe. Wywodzi się z ustanowionego w 1687 przez kurfürsta Brandenburgii i księcia Prus Książęcych Fryderyka III (I) odznaczenia Orderu Szlachetności. Order Pour le Mérite był początkowo nadawany również za zasługi cywilne, otrzymał go m.in. Wolter. Dopiero od stycznia 1810 król Fryderyk Wilhelm III przeznaczył ten jednoklasowy order jedynie dla oficerów za wybitne zasługi wojskowe na polu bitwy. W 1816 liczba odznaczonych wynosiła ok. 1000, w końcu XIX wieku sięgnęła kilku tysięcy. Król Wilhelm I za kampanię 1866 roku zaczął nadawać wielki krzyż Pour le Mérite.
Order mógł być nadany tej samej osobie wielokrotnie, kolejne nadanie zaznaczano przez dodanie Eichenlaub (Liści dębu) ponad oznaką oraz dodatkowego, środkowego srebrnego paska na wstążce.
Odznaczenie to stało się szczególnie znane w okresie I wojny światowej, zwłaszcza z powodu nadawania go lotnikom – asom myśliwskim. Pierwszymi lotnikami, którzy go otrzymali 12 stycznia 1916, byli Max Immelmann i Oswald Boelcke. Od koloru orderu i imienia Immelmanna order ten zaczął być nieformalnie znany jako Niebieski Max (niem. Blauer Max, ang. Blue Max). W późniejszym okresie był przyznawany pilotom, którzy zestrzelili co najmniej 20 samolotów; orderem tym zostało łącznie odznaczonych 132 pilotów. Otrzymał go wówczas m.in. Hermann Göring. Order został zniesiony po upadku cesarstwa niemieckiego i abdykacji Wilhelma II 9 listopada 1918. Ostatnim żyjącym odznaczonym był niemiecki pisarz Ernst Jünger, po śmierci którego w 1998 order wojskowy wygasł.

## Klasa pokojowaPour le Mérite
Oprócz orderu wojskowego w 1842 roku pruski król Fryderyk Wilhelm IV ustanowił również tak zwaną klasę pokojową (Friedensklasse) orderu (Pour le Mérite für Wissenschaften und Künste – za zasługi w dziedzinie nauki i sztuki). Otrzymał go m.in. Friedrich Carl von Savigny, główny przedstawiciel historycznej szkoły prawa.
Po I wojnie światowej order Pour le Mérite przestał być odznaczeniem państwowym. Ponieważ warunki pokoju nie zezwalały na nadawanie orderów państwowych, grupa dotychczas odznaczonych klasą pokojową zorganizowała się w celu dalszego nadawania orderu za zasługi w dziedzinie nauki i sztuki. W 1924 zostało to zaaprobowane przez Ministerstwo Stanu i w ten sposób „półoficjalnie” orderem tym zostali odznaczeni m.in. tacy twórcy jak Gerhart Hauptmann i Käthe Kollwitz.
Po przejęciu władzy przez nazistów Pour le Mérite zaczął być ponownie nadawany jako cywilne odznaczenie państwowe. Do śmierci w 1934 nadawał go Paul von Hindenburg, następnie Adolf Hitler. Pod kierownictwem Hermanna Göringa, który posiadał ten order, Gestapo dokonało przeglądu poprzednio odznaczonych pod kątem ich „poprawności” i czystości rasowej, w efekcie czego odebrano odznaczenie m.in. Käthe Kollwitz.
Po II wojnie światowej ponownie powstał ruch na rzecz przywrócenia tego orderu i w 1952 Prezydent Niemiec Theodor Heuss przywrócił order Pour le Mérite jako nadawany przez niezależną organizację pod patronatem Prezydenta Niemiec. Jest to obecnie odznaczenie prestiżowe, lecz pozbawione oficjalnego statusu odznaczenia państwowego, który ma np.
Order Zasługi Republiki Federalnej Niemiec. Liczba członków jest ograniczona do 40 osób. Z Polaków otrzymali go: Witold Lutosławski (1993), Andrzej Szczypiorski (1995), Magdalena Abakanowicz (1999), Bronisław Geremek (2002) i Adam Zagajewski (2019).